# Клуйбер, Катрин
Катрин Клуйбер (венг. Klujber Katrin; род. 21 апреля 1999 года) — венгерская гандболистка, правый полусредний. Участница летних Олимпийских игр 2020 и 2024 годов.

## Биография

### В клубе
Катрин Клуйбер начала заниматься гандболом в своем родном городе Дунауйварош. С 2015 года стала выступать за женскую команду Дунауйвароши Кохаш КА в высшем венгерском дивизионе. В каждом сезоне Клуйбер участвовала в розыгрыше Кубка ЕГФ, став победителем этого соревнования в сезоне 2015-16 годов.
В декабре 2018 года Клуйбер перешла в команду "Ференцварош Будапешт". С сезона 2018-19 годов она регулярно принимала участие в Лиге чемпионов ЕГФ со своим клубом. В сезоне 2022-23 годов играла в финале Лиги чемпионов. В 2021 году она стала чемпионкой Венгрии с Ференцварошем, а в 2022 и 2023 годах выиграла Кубок Венгрии.

### Карьера в сборной
Клуйбер участвовала в молодёжном чемпионате Европы среди юношей до 17 лет в 2015 году, где завоевала бронзовую медаль. На чемпионате мира до 18 лет, который состоялся в 2016 году, Венгрия проиграла Норвегии в четвертьфинале. Затем Катрин вошла в состав женской юниорской сборной. На чемпионате Европы среди юношей до 19 лет 2017 года она заняла четвёртое место вместе со своей сборной. Кроме того, она была выбрана в команду всех звезд. В следующем 2018 году она в составе сборной Венгрии выиграла золотую медаль на чемпионате мира среди девушек до 20 лет.
Клуйбер дебютировала за взрослую сборную Венгрии 24 марта 2019 года. Позже участвовала с Венгрией в чемпионате мира по гандболу среди женщин 2019 года, где забила 14 голов. Выступала за Венгрию на чемпионате Европы в Дании. В составе сборной Венгрии участвовала в Олимпийских играх в Токио. На чемпионате Европы 2022 года она была включена в состав команды Матча звёзд.
В 2023 году была вновь приглашена в сборную Венгрии для участия в финальной части чемпионата мира 2023 года.

## Достижения
- Чемпионка Венгрии 2021 год.
- Двукратная обладательница Кубка Венгрии 2022 и 2023 годов.
- Победительница Кубка ЕГФ 2015/16 годов.
- Чемпионка мира 2018 года среди девушек до 20-ти лет.